# Abate mitrato

Stemma generico di abate mitrato

Si definisce  abate mitrato il monaco il cui potere di giurisdizione è stato solennemente riconosciuto con la benedizione abbaziale conferita da un vescovo incaricato dalla Santa Sede. L'abate eletto otteneva allora il diritto di indossare le seguenti insegne episcopali: la mitra, la croce pettorale (simbolo della fede), il pastorale (contrassegno di giurisdizione) e l'anello (legame con la Chiesa). Gli abati mitrati, a volte titolari di potere temporale, potevano celebrare una messa pontificale al pari di un vescovo consacrato. Anche alcune donne hanno avuto questo prestigioso rango, soprattutto in Italia, Spagna, Germania, Inghilterra e Francia.
In araldica gli abati mitrati presentavano uno stemma sormontato da un galero di colore nero con sei fiocchi dello stesso colore per ciascun lato; dietro lo scudo vi era la croce o il pastorale con il velo.

## Origini del termine

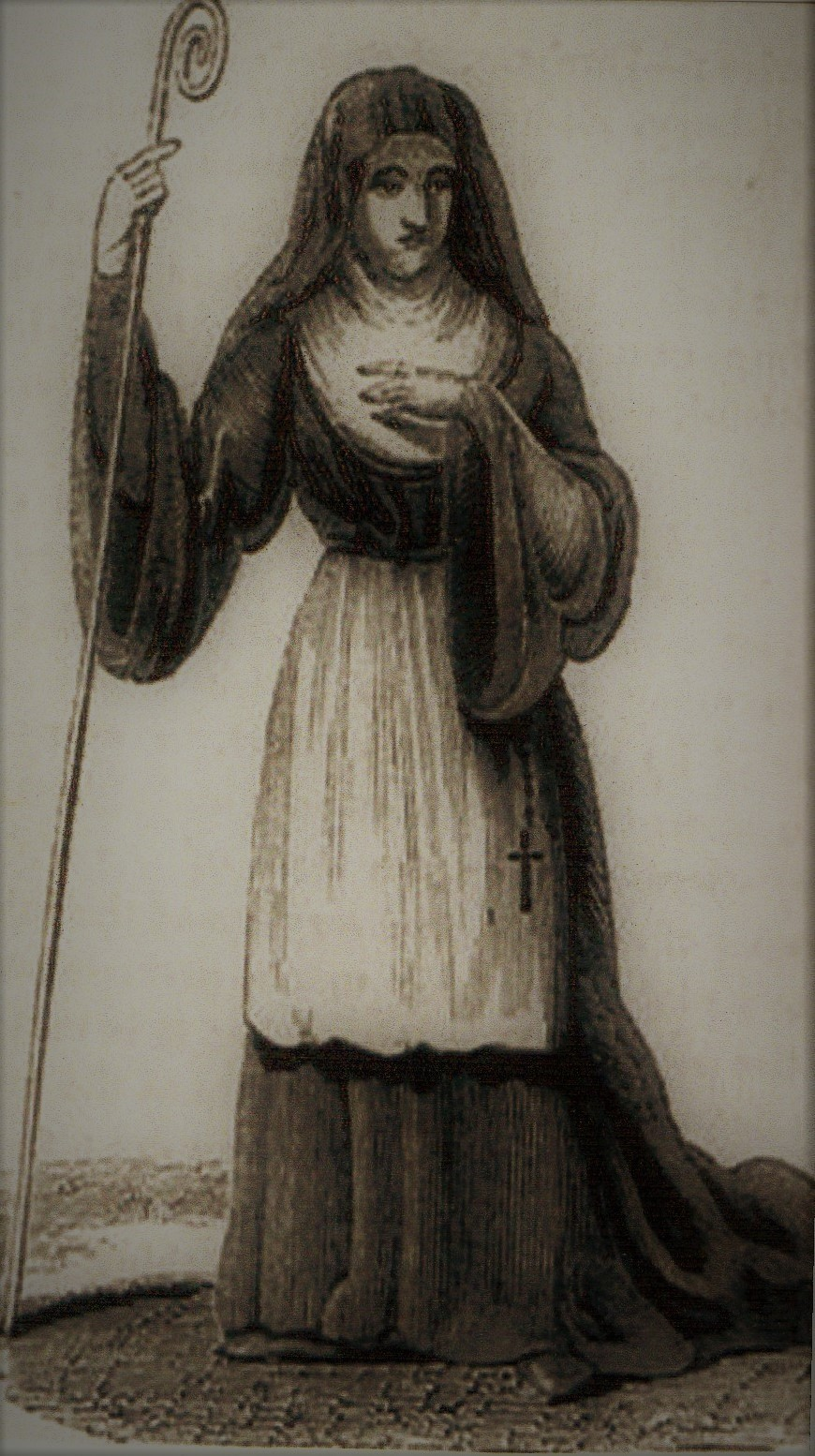
Raffigurazione di un'abbadessa mitrata di Conversano

L'uso delle insegne pontificali, mitria, pastorale, croce pettorale, anello, guanti e sandali, è uno dei più antichi privilegi concessi agli abati. Non si sa con certezza quando questo privilegio fu introdotto, ma intorno al 643 l'abbazia di Bobbio (già nullius dioecesis), nella persona dell'abate san Bobuleno, ottenne dal papa Teodoro I le costituzioni che confermavano tale privilegio concesso da Onorio I; successivamente ebbe la carica di abate-vescovo. In Inghilterra, le insegne pontificali furono assegnate per la prima volta all'abate di Sant'Agostino a Canterbury nel 1063 e quasi cento anni più tardi all'abate di Sant'Albano. In Italia papa Eugenio III concesse l'uso delle insegne pontificali all'abate di Sansepolcro nel 1148. Il privilegio fu gradualmente esteso alle altre abbazie fino a che, alla fine del Medioevo, ogni casa monastica di una certa importanza fu presieduta da un abate mitrato.
Il diritto degli abati di celebrare pontificali è regolato da un decreto di papa Alessandro VII. In base ai termini di tale norma, un abate può pontificare per tre giorni l'anno. L'uso del candeliere eptabraccio, normale in un pontificale solenne, gli è precluso. La mitra dell'abate deve essere confezionata con materiale meno costoso rispetto a quella del vescovo, e il pastorale deve avere un ciondolo di panno bianco. L'abate non può avere un trono permanente nella sua chiesa monastica, ma gli è permesso, solamente quando celebra un pontificale, usare un trono movibile con due gradini e un semplice baldacchino. Ogni qualvolta le funzioni rituali lo richiedano, ha anche il privilegio di usare mitria e pastorale. Come segno di distinzione speciale, alcuni abati sono autorizzati dalla Santa Sede a utilizzare la cappa magna, e tutti gli abati nullius possono indossare la berretta viola e lo zucchetto.
Alcuni monasteri femminili benedettini, inoltre, situati soprattutto nei paesi nord-europei e nel regno di Napoli (in particolare a Conversano), erano caratterizzati dalla presenza e autorità di un'abbadessa mitrata, detentrice di vari privilegi, anche di natura temporale, eccezionali per una donna.
Le abbadesse mitrate (denominate anche episcopae) esercitavano un potere (ius regendi communitatem) quasi episcopale (ad instar episcoporum). La prima badessa del monastero di San Benedetto a Conversano, detto Monstrum Apuliae, Dameta Paleologa, era titolare di una simile giurisdizione in seguito alla nomina nel 1266 da parte del papa Clemente IV. Durante la cerimonia dell'insediamento erano rivestite con gli abiti e le insegne del proprio stato e veniva posata la mitria sul loro capo, per questo sono ricordate come le abbadesse mitrate. Furono assai influenti e autorevoli, anche in campo politico, specialmente sul clero di Castellana fino al 1810, quando un decreto del re di Napoli Gioacchino Murat ne stabilì la definitiva soppressione. Rimasero in Europa solo poche badesse con privilegi simili a quelli dei prelati, tra queste le badesse delle canonichesse di Praga che usavano pastorale, mitra ed altre insegne con il privilegio, raro se non unico, di incoronare le regine consorti di Boemia.

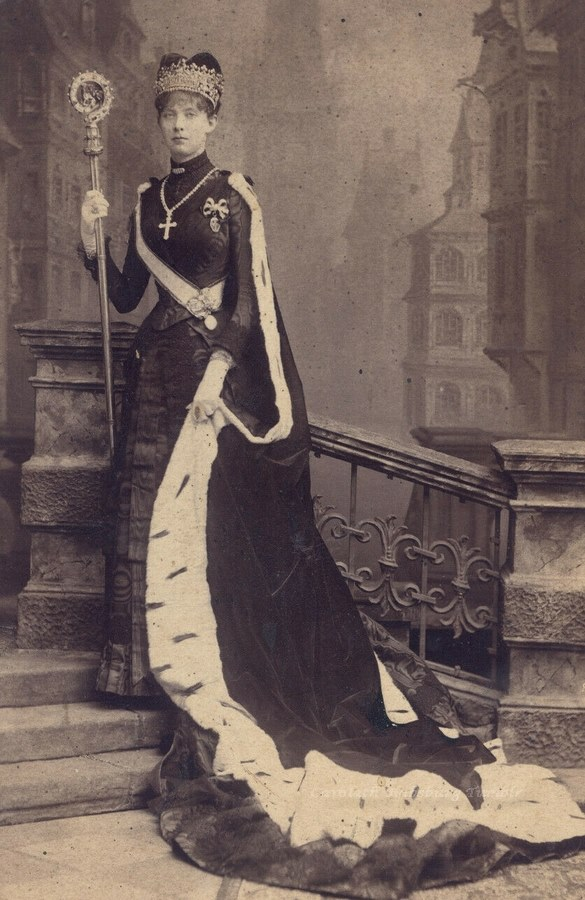
Badessa delle canonichesse di Praga (circa 1895) con pastorale e mitra

## Le abbazie territoriali
Con la riforma del diritto canonico è stata introdotta la dizione abbazia territoriale per indicare le abbazie nullius; sono le uniche ad essere guidate, attualmente, da un abate mitrato e sono:

### In Italia
- Abbazia territoriale di Monte Oliveto Maggiore
- Abbazia territoriale di Montecassino
- Abbazia territoriale della Santissima Trinità di Cava de' Tirreni
- Abbazia territoriale di Santa Maria di Grottaferrata
- Abbazia territoriale di Montevergine
- Abbazia territoriale di Subiaco
- Abbazia di Nonantola

### Negli altri paesi
- Abbazia territoriale di Wettingen-Mehrerau in Austria
- Abbazia territoriale di Einsiedeln in Svizzera
- Abbazia territoriale di San Maurizio d'Agauno in Svizzera
- Abbazia territoriale di Pannonhalma in Ungheria
- Abbazia territoriale di Tokwon in Corea del Nord

## Gli altri abati mitrati
La consuetudine di considerare abati mitrati è rimasta tuttora per alcuni ecclesiastici italiani, ad esempio a Milano per l'abate di Sant'Ambrogio e per l'arciprete del duomo di Monza, ad Agordo per l'arcidiacono della chiesa arcidiaconale abbaziale di Santa Maria Nascente. Il tesoriere della Reale cappella del Tesoro di san Gennaro nel duomo di Napoli è un abate mitrato. La tradizione delle origini benedettine dell’abbazia, ha fatto sì che la tradizione continui ad attribuire il titolo e i privilegi di abate mitrato di diritto, al parroco di San Bartolomeo di Campofilone unitamente al titolo di protonotario apostolico soprannumerario. Anche altre varie abbazie benedettine hanno goduto del privilegio, come l’abate di San Nicolò la Rena di Catania, ed altri ne godono tutt’oggi, come l'abate di San Martino alle Scale di Monreale. Infine, l'abate di San Paolo fuori le mura, a Roma, ha diritto alle insegne tipiche dell'abate mitrato, pur essendo stato soppresso il carattere territoriale dell'abbazia da papa Benedetto XVI, nel 2005.